# 덕 소스
덕 소스(Duck Sauce)는 디스크자키 듀오이다.